# Basilique San Pietro di Castello
La basilique San Pietro di Castello (en français, basilique Saint-Pierre-de-Castello) est une église catholique de Venise, en Italie. Située dans le quartier de Castello et plus particulièrement sur l'île de San Pietro, derrière le bassin de l’arsenal. L’île de San Pietro est très éloignée du centre de Venise, et au fur et à mesure que le promeneur se rapproche, il y a de moins en moins de palais et les églises deviennent modestes. La basilique et ses alentours sont classés par l'UNESCO au  Patrimoine mondial. 
La basilique Saint-Pierre de Castello, autrefois cathédrale du diocèse de Castello, a été la cathédrale du patriarcat de Venise jusqu'en 1807.

## Historique
- Fondée initialement au VIIe siècle sur l’île d’Olivolo[1] (ancien nom de San Pietro di Castello), où il existait une petite colonie de peuplement qui sera vite incorporée à la ville de Venise. C’est une des huit églises fondées à Venise par Magne d'Oderzo (it) (580 – 670)  évêque honoré comme saint par la religion catholique. Ce premier édifice, selon la tradition, fut initialement consacré au saints byzantins Serge et Bacchus de Rasafa.

- Au tournant des VIIIe et IXe siècles, Venise était le centre de luttes politiques qui ont vu le patriarche de Grado Jean Ier (764-804), en opposition avec le doge de Venise Maurizio Galbaio (764-787) et son fils Giovani ; le premier en faveur d’une alliance avec l'Empire byzantin, les seconds en faveur de l'alliance avec l'Empire Franc. Le conflit s’envenima au point que le doge Maurizio Galbaio, en 775, créa un nouveau diocèse dans l’Olivolo, et nomma Obelario comme premier évêque du diocèse de Castello.

- En 812 Venise devient la nouvelle capitale du duché, et en 841 la cathédrale est reconstruite par l’évêque Orso Partecipazio fils et petit-fils de Doges, et consacrée, à nouveau, à saint Pierre.

- En 1120, un incendie détruit l’édifice avec une reconstruction qui nous est rapportée par les  plans levés par Jacopo de' Barbari au XVIe siècle. Dès lors la construction devient plus majestueuse, avec un baptistère attenant dédié à saint Jean-Baptiste, aujourd'hui perdu.
- Remanié à plusieurs reprises au cours des siècles, en 1451, avec la suppression du Patriarcat de Grado et de la création du diocèse de Castello dans le patriarcat de Venise, par la bulle du Pape Nicolas V, la basilique de Saint-Pierre est devenue la nouvelle cathédrale[1].

- C’est Antonio Contarini (it), alors patriarche qui décide d'effectuer des travaux de restauration qui s’étaleront de 1508 à 1524, ceux-ci porteront essentiellement sur le plafond, et le pavement. Entre 1512 et 1526, les chapelles ont été reconstruites, l’ameublement et les décorations mineures reprises.

- En 1556 Antonio Diedo (it) devient patriarche de Venise; c’est lui qui signe un contrat avec Andrea Palladio le 7 janvier 1558, pour une refonte de l’édifice, ce sera sa première œuvre à Venise[2]. Il n’achèvera pas cette tache prestigieuse. Les travaux reprennent en 1596 sous la direction de Francesco Smeraldi, nommé par le patriarche Lorenzo Priuli (1537-1600), à qui nous devons l'achèvement de la façade. À partir de 1619 l’intérieur est refait par Gerolamo Grapiscia, sous le patriarcat de Giovanni Tiepolo[3],[4].

- À partir de 1630 jusqu'à la chute de la république de Venise en 1797, un pèlerinage annuel, le 8 janvier, est institué à la basilique, pour célébrer la libération de la ville de la peste.

- Avec la chute de la république de Venise il n’y a plus de religion d’État ; en 1807 à la demande de Napoléon, le siège patriarcal est  transféré à Saint-Marc[5]. Avec le transfert du siège épiscopal, le monastère attenant à l'église est transformé en poudrière par ordre d'Eugène de Beauharnais, vice-roi d'Italie.

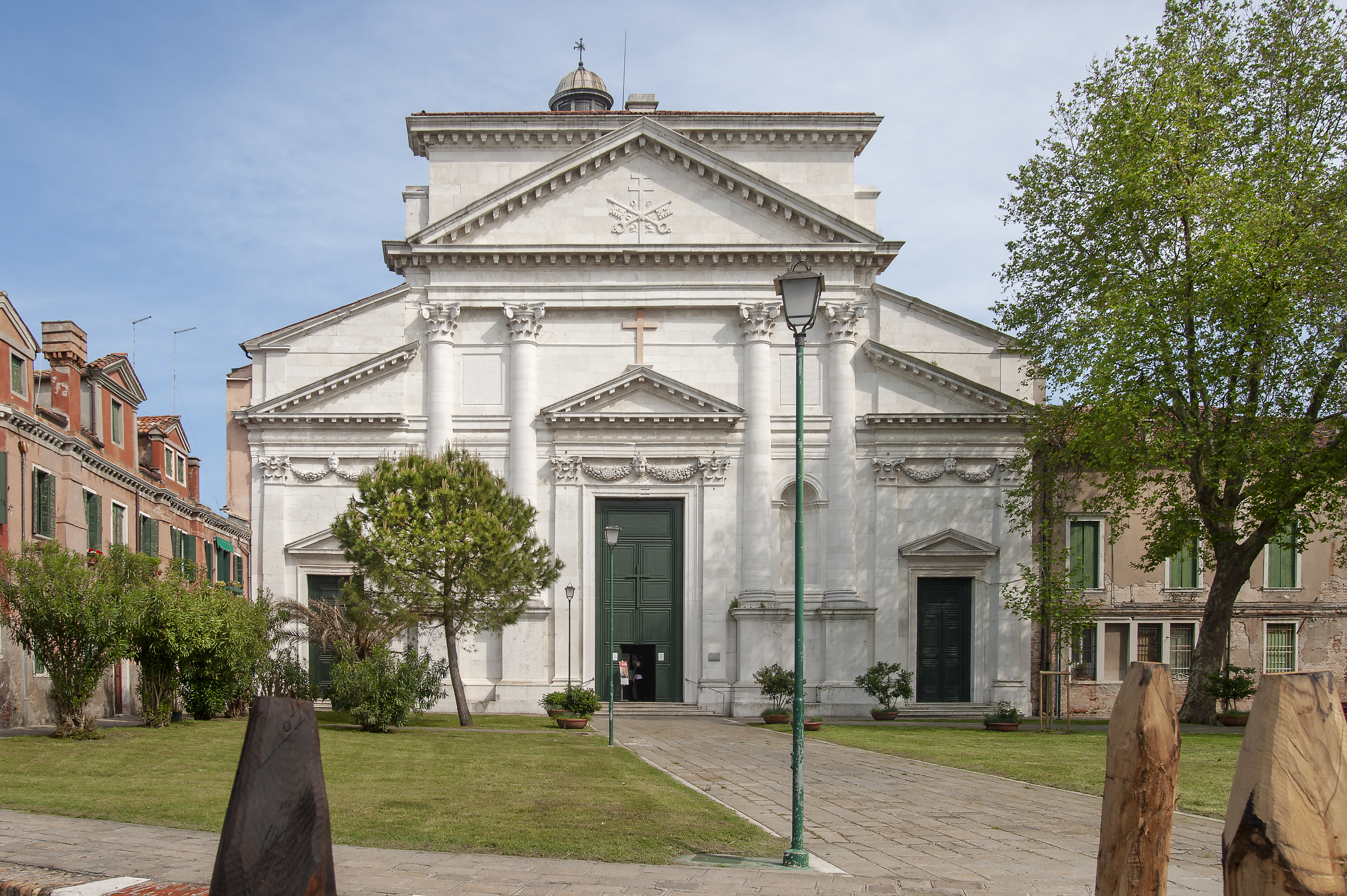
La façade.
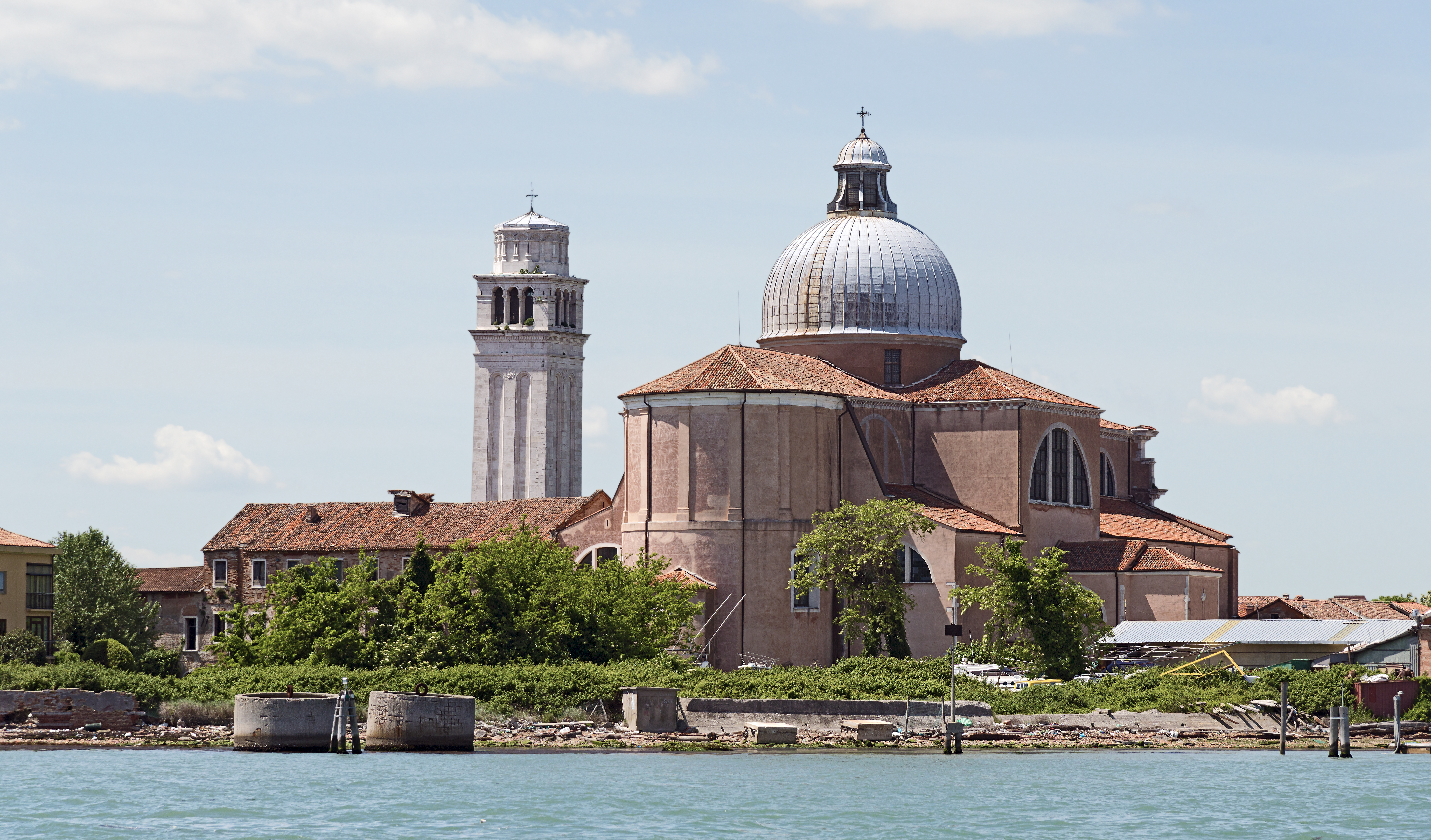
La basilique vue de la lagune
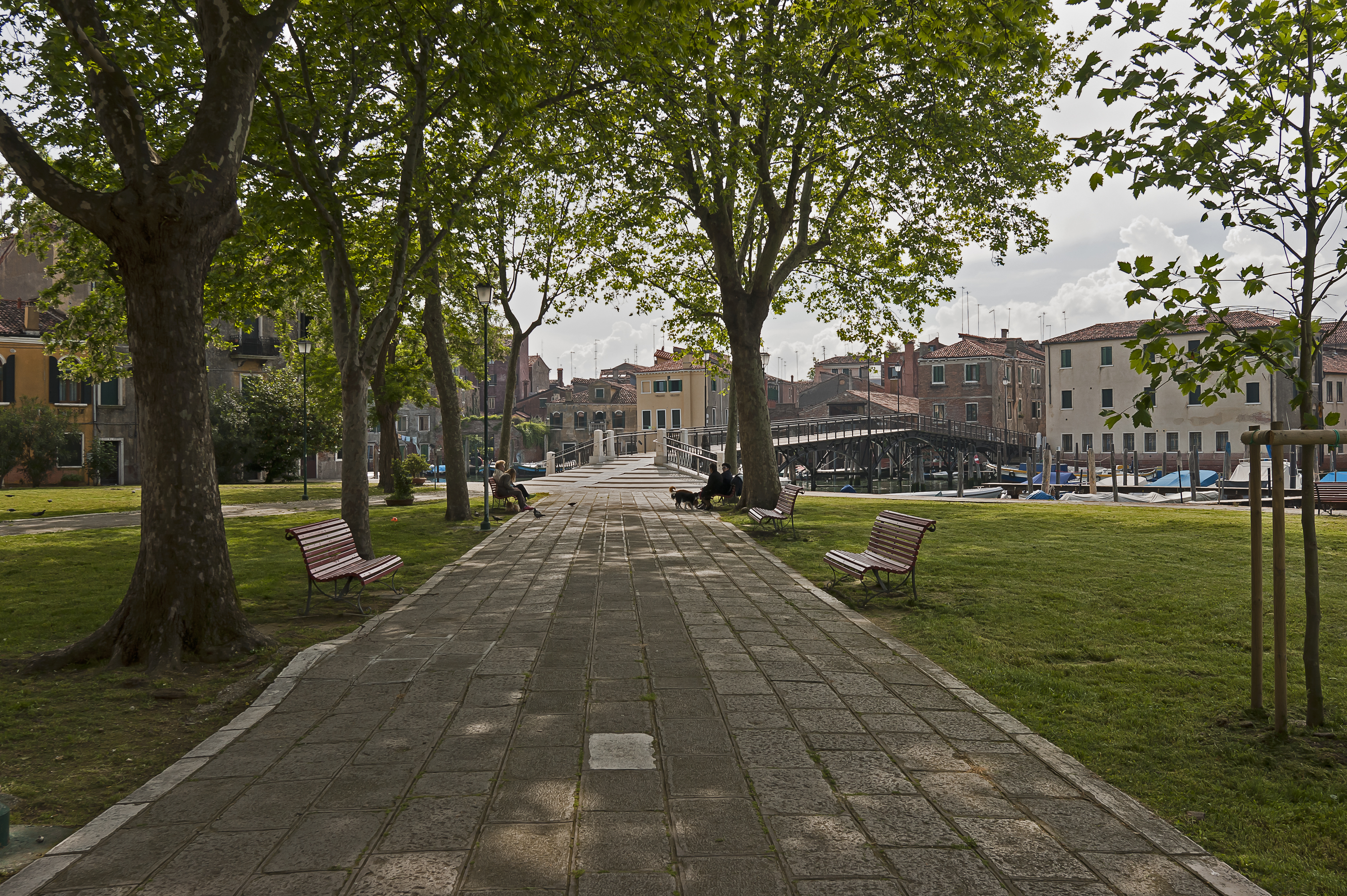
La Campo San Pietro.

## Description

### L’extérieur
- Les plans de l’édifice, tel qu’on peut le voir, remontent à 1120 date à laquelle un incendie a détruit l'ancienne église de 841.  Le plan de la construction est celui d'une croix latine en trois nefs divisées par trois arcades, chacune avec un autel en leur sein, à l'intersection avec le transept est le dôme.  Pendant la Première Guerre mondiale, le dôme a été frappé à deux reprises par des bombes incendiaires autrichiennes qui ont causé la destruction de la lanterne.

- Le bâtiment se compose de trois nefs, d’une façade tripartite et d’absides circulaires. Sur le côté se trouvait le baptistère de San Giovanni Battista, aujourd'hui perdu.

- La façade actuelle, tout en restant fidèle au projet initial d'Andrea Palladio de 1568, n’est pas exactement celle qu’il avait prévue. La façade, tripartite, présente un élément central surélevé par quatre colonnes. Le thème de base reprend un ordre élevé correspondant à la nef, flanqué de deux ordres plus petits qui évoquent les côtés, le tout orné d'un bas-relief de XVIIIe siècle représentant La Charité, par le sculpteur Marsili. Le style peut être décrit comme classique.

- Le campanile commencé en 1463, a été endommagé par la foudre et reconstruit en 1482 par Mauro Codussi. Il est entièrement recouvert en pierre d'Istrie premier ouvrage de ce type à Venise[1]. La coupole initiale du sommet a été remplacée par un tambour polygonal.

- Le campo situé en face de l'église ce singularise de la norme de places de Venise, d'habitude complètement pavées, par une grande allée tracée dans un jardin.

### L'intérieur
- Le sanctuaire, qui fait suite à la grande nef de l'église, est flanquée de deux chapelles latérales. le maître-autel érigé en 1646  abrite les restes de saint Laurent Justinien, premier patriarche de Venise ; c'est une œuvre de Clemente Moli, qui est également l’auteur des statues. L’ensemble sous le contrôle de l’architecte, Baldassare Longhena, qui a également conçu la chapelle dédiée au cardinal Francesco Vendramin ancien patriarche de Venise, sur le bas-côté gauche.

- L’orgue du XVIIIe siècle, est dû au célèbre facteur dalmate Pietro Nachini (it), qui a beaucoup travaillé à Venise.

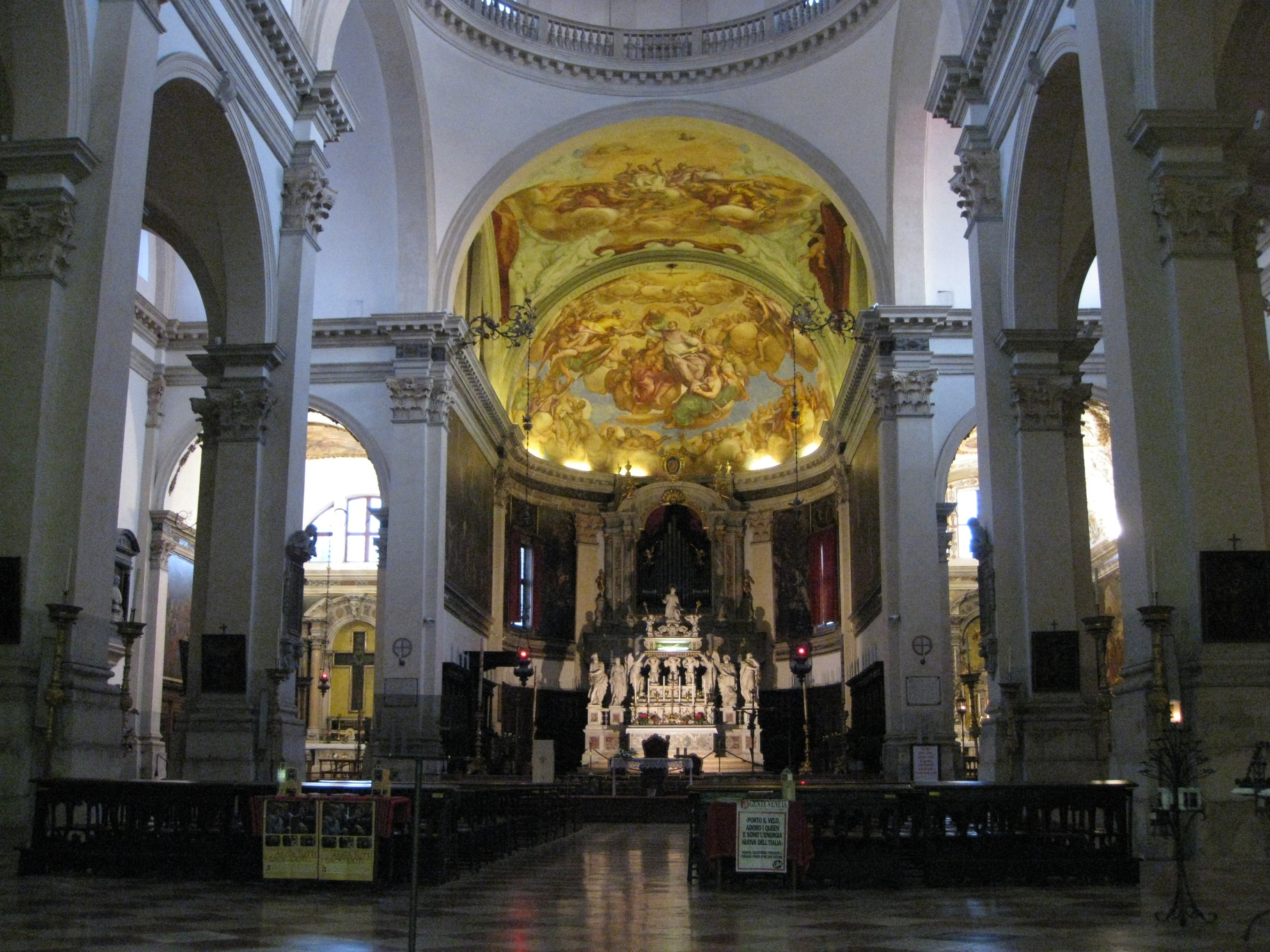
Le transept et le chœur.
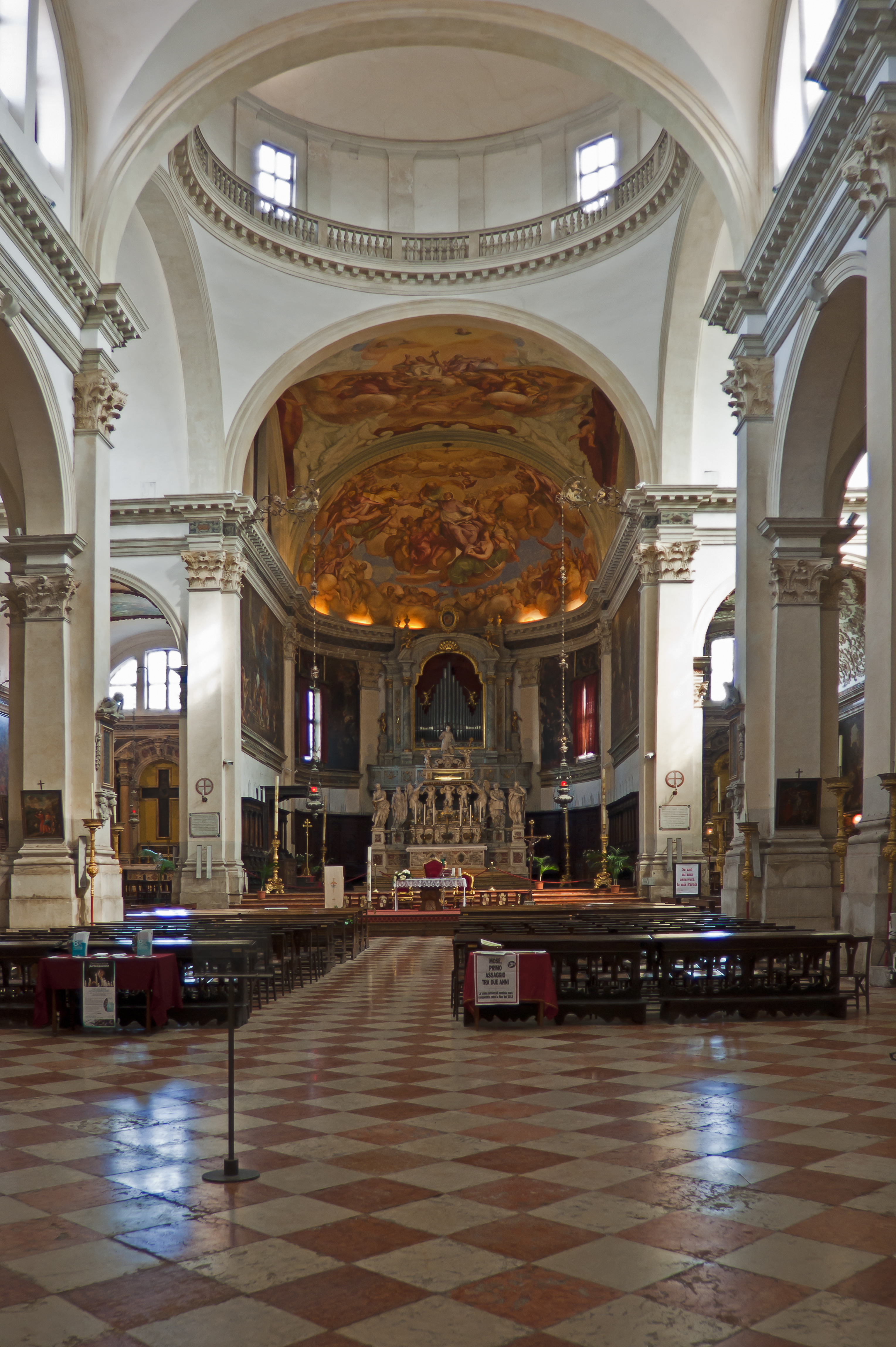
Intérieur.
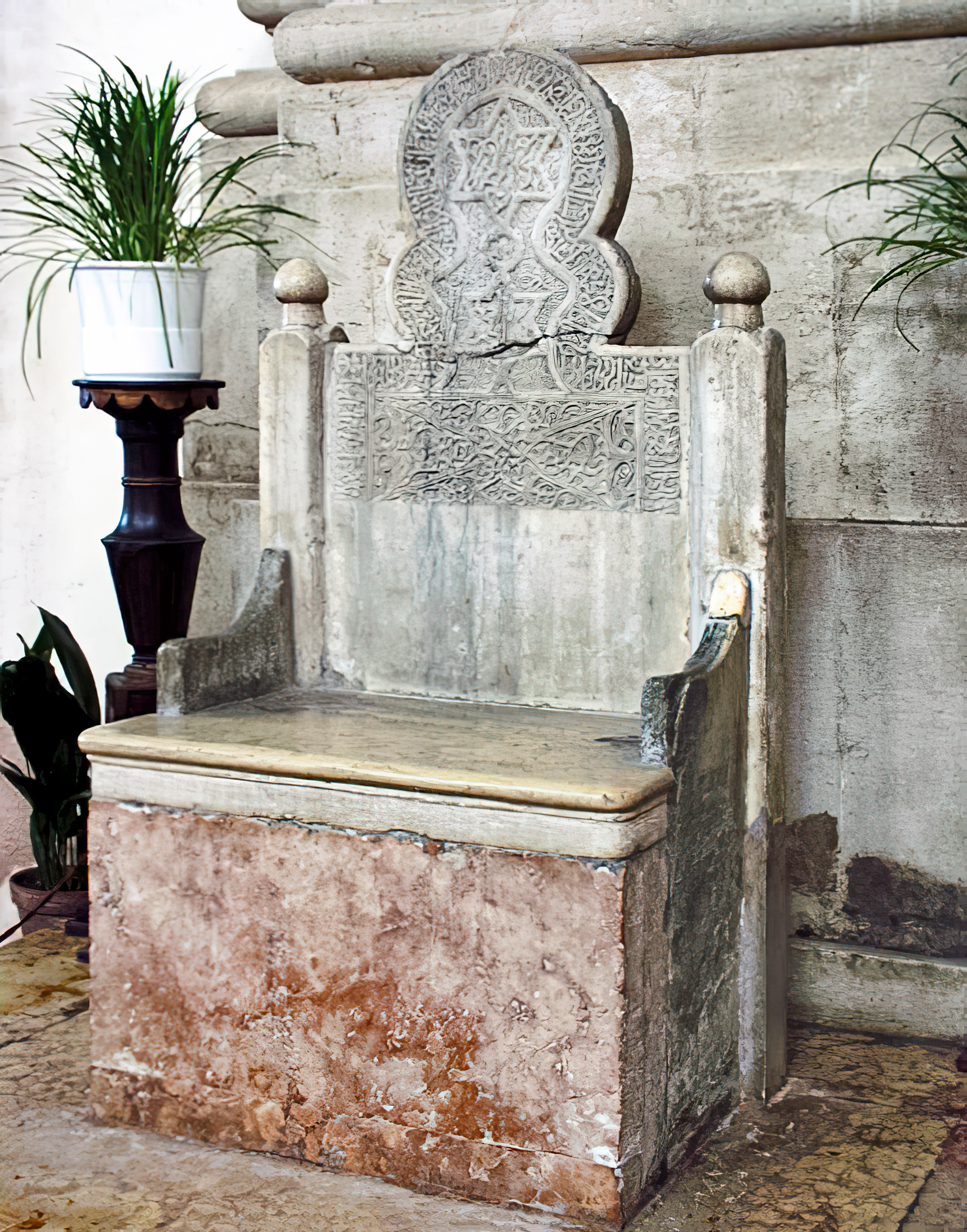
Trône de saint Pierre.

Le Dôme depuis l'ancien Palais Patriarcal qui a servi de poudrerie sous Eugène de Beauharnais et vues du cloître.
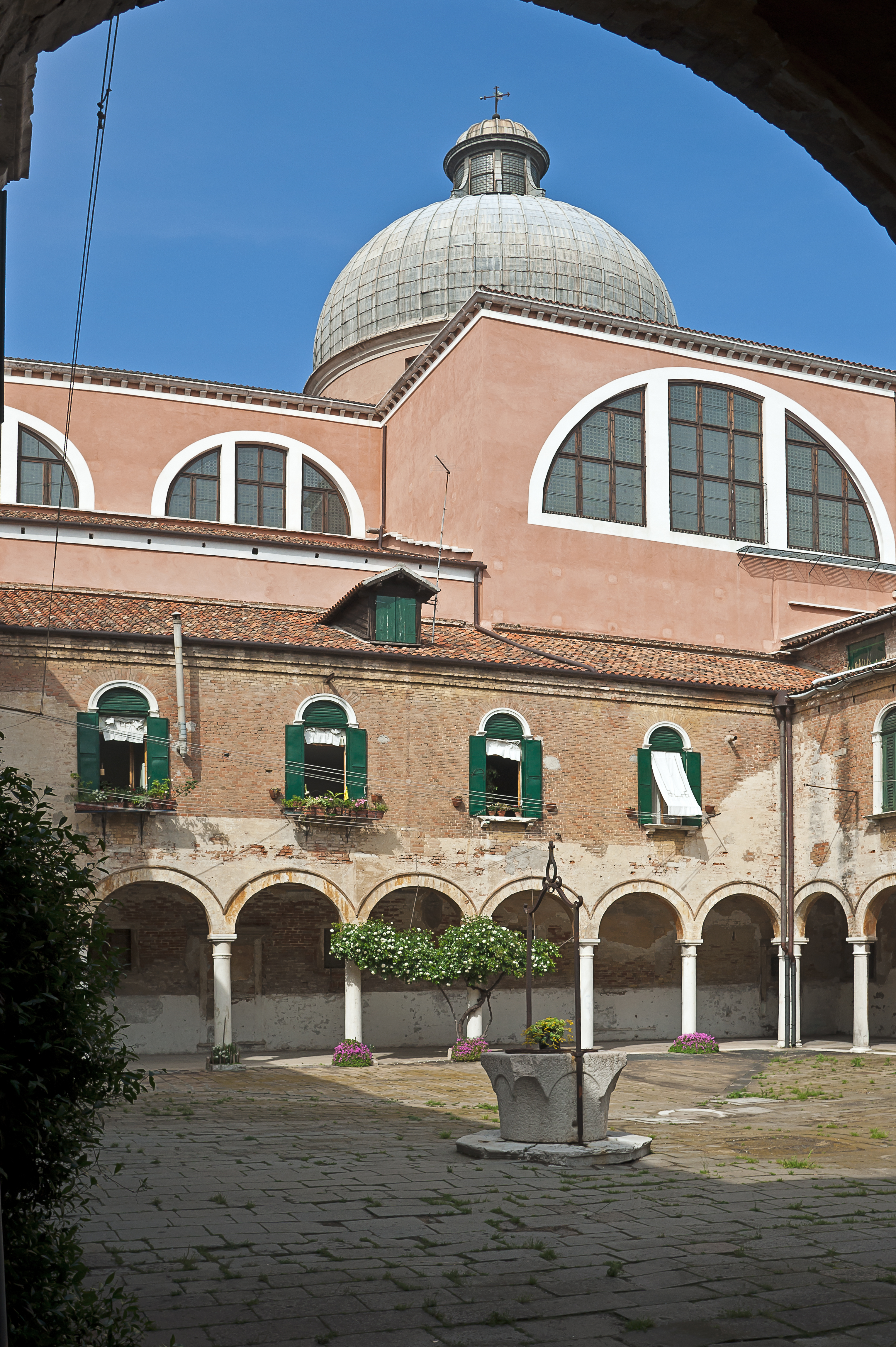
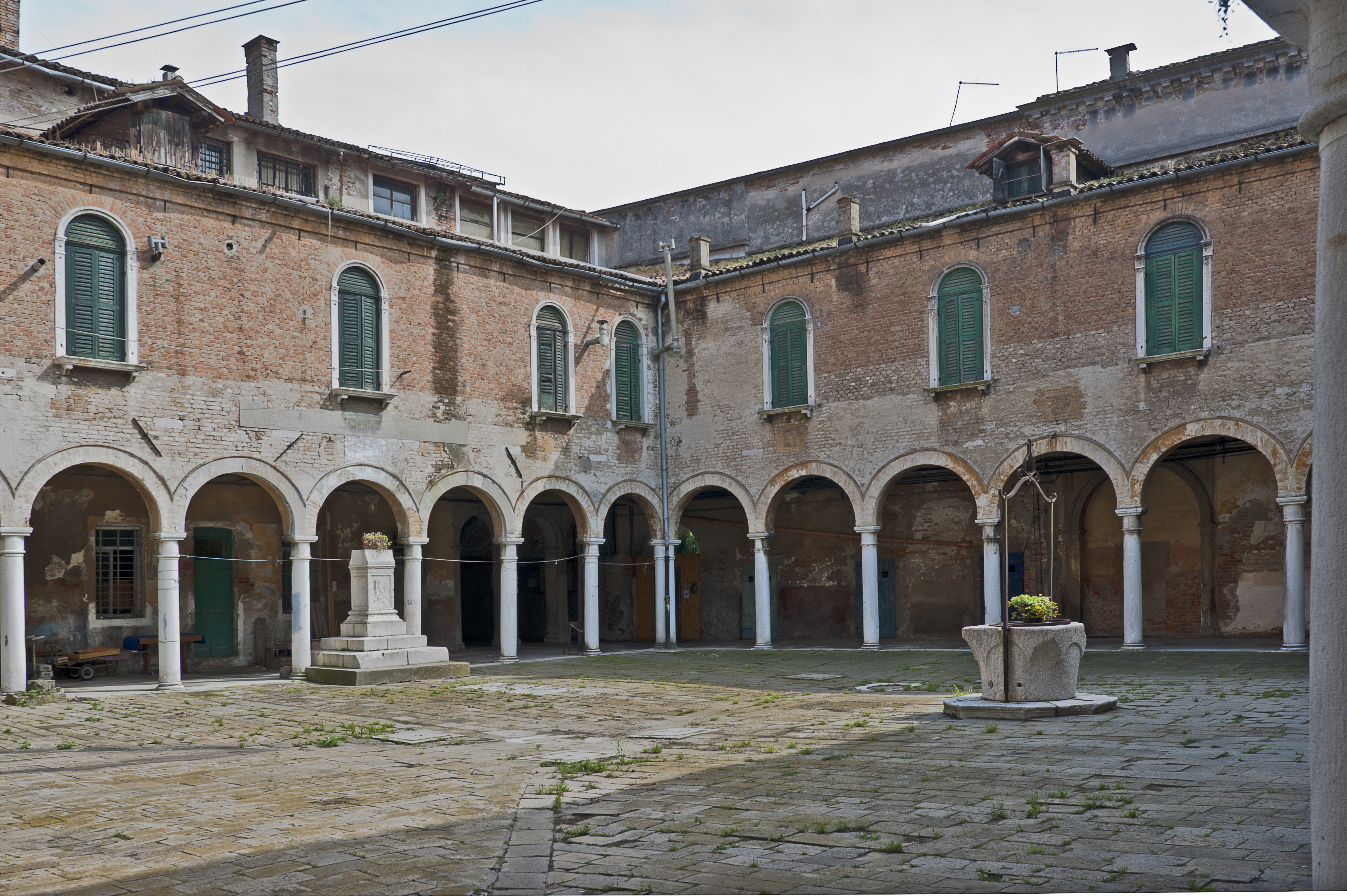
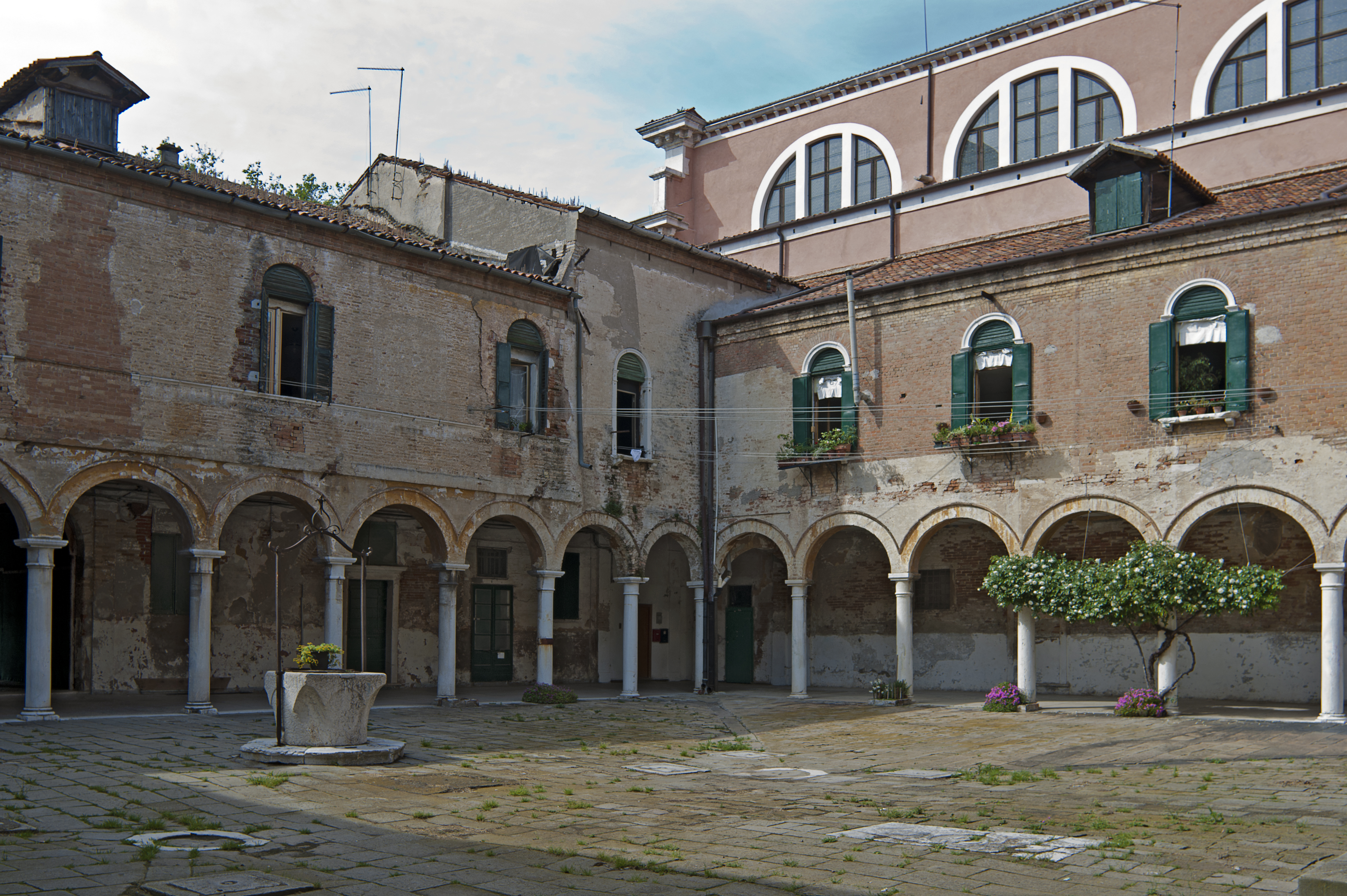

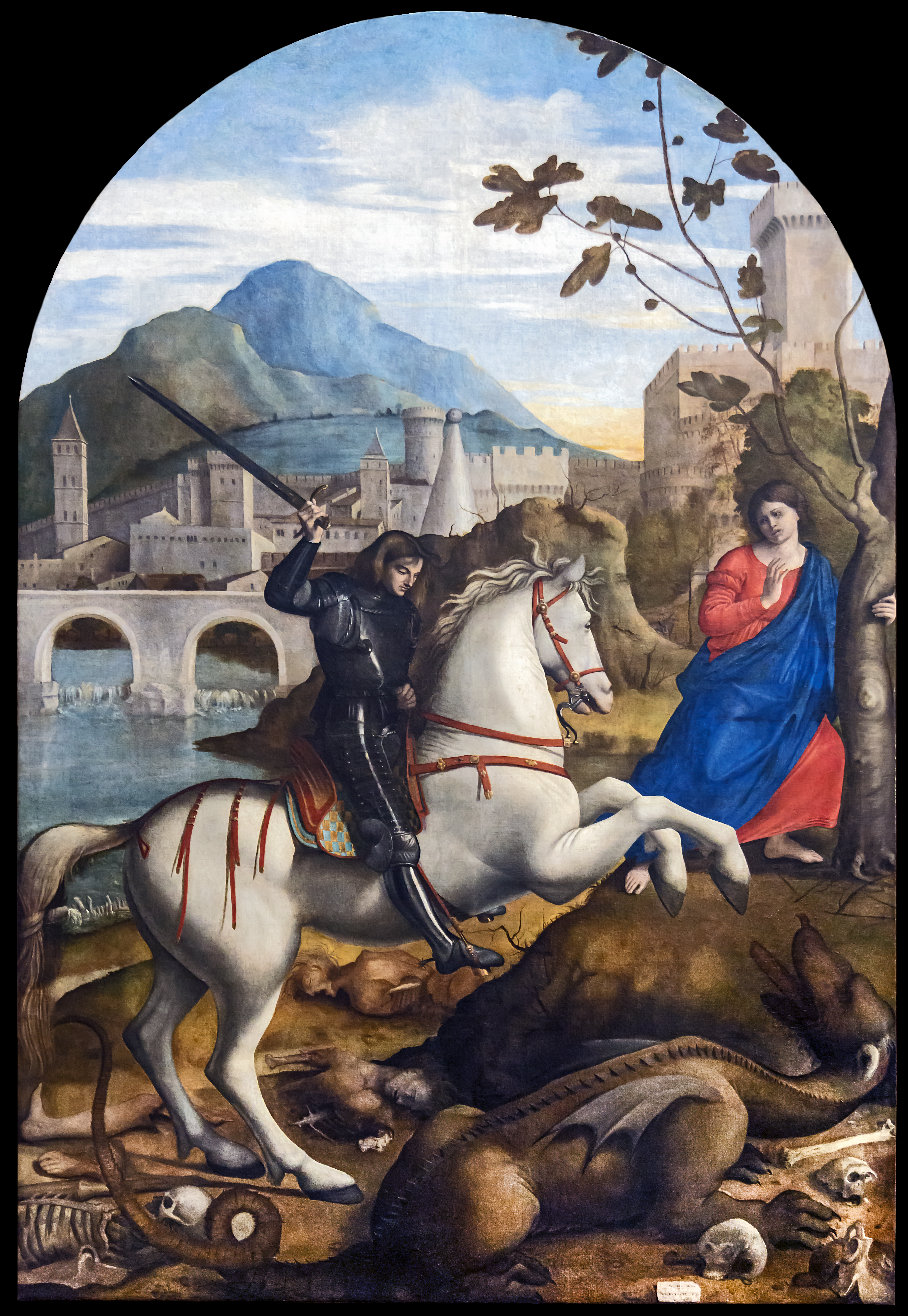
San Giorgio e la principessa e il drago de Marco Basaiti.

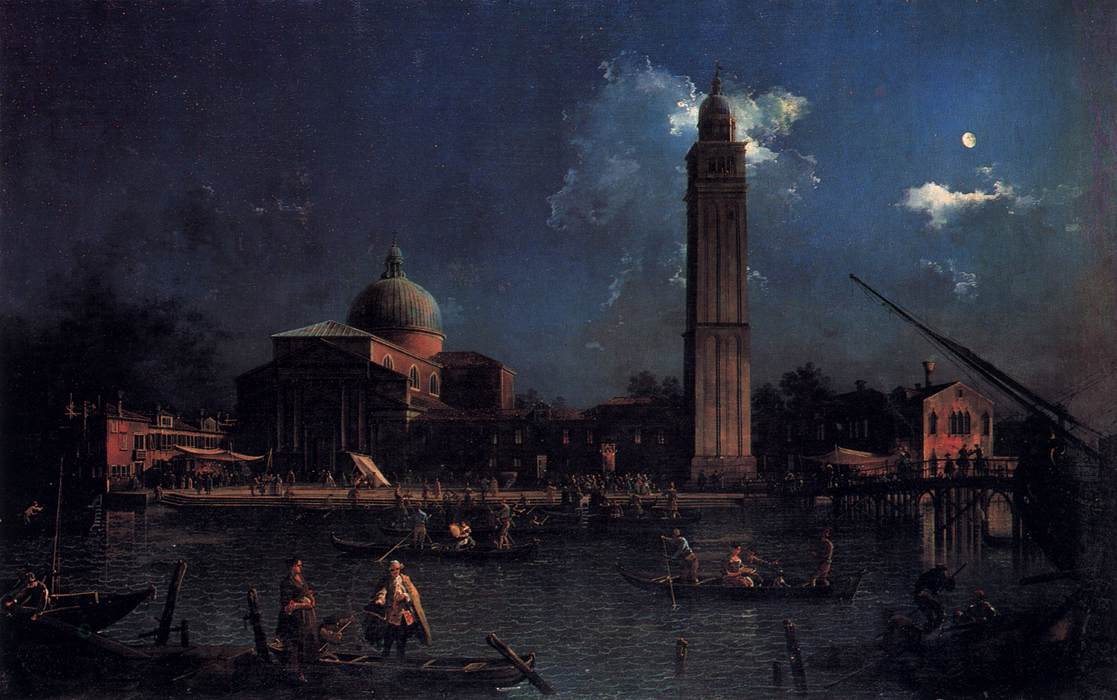
Veillée nocturne à San Pietro di Castello, vers 1760
Gemäldegalerie (Berlin).

- Le trône de saint Pierre, qui selon la tradition aurait appartenu à l’apôtre Pierre quand il était évêque d'Antioche et aurait été donné au doge Pietro Tradonico par l'empereur d'Orient Michel III dit «  l'ivrogne ». Il s’agit en fait d’un siège en assemblage de différents marbres construit en particulier à partir d'une ancienne stèle portant des sculptures ornementales en arabe.

- Dans l'allée de droite un tableau remarquable de Marco Baisati XVIe siècle San Pietro in Cattedra e quattro Santi.

- Dans l'allée de gauche la chapelle Vendramin, dédiée à Notre-Dame du Mont Carmel permet de voir  un bas-relief  de Michele Ungaro](1675), mais aussi un retable de Luca Giordano (1653) la Vierge et l'Enfant avec les âmes du Purgatoire.  Toujours dans la nef de gauche : la chapelle Lando, avec une mosaïque de  Zuccato, probablement d’après un carton de Jacopo Tintoretto (1570).

- Entre les deux chapelles une œuvre de Véronèse i Santi Giovanni Evangelista, Pietro e Paolo (1585), mais aussi de Giovanni Maria Morlaiter (it), l'Immacolata et del Padovanino Il Martirio di San Giovanni Evangelista.

- Parmi les peintures et œuvres remarquables dans l'église, il faut citer  la Cena di Emmaus œuvre de Pietro Malombra et Antonio Vassilacchi sur le mur de gauche de l’entrée. Pour être complet : de Jacopo Beltrame, (XVIe siècle), Cena in Casa di Simone, et deux statues de Horace Marinali, Foi et méditation entourant La Crucifixion de Jacopo Stada  (XVIe siècle).

- San Giorgio e la principessa e il drago œuvre de Marco Basaiti est depuis 1985 en dépôt aux Gallerie dell'Accademia de Venise.

## La basilique dans l'art
- Canaletto, peintre de vedute du XVIIIe siècle y décrit une veillée nocturne vers 1760.